# 三泉村
三泉村（みいずみむら）は山形県西村山郡にあった村。現在の寒河江市中心部の北方、寒河江川左岸にあたる。河北町造山・畑中も含む。

## 地理
- 河川：寒河江川

## 歴史
- 1874年（明治7年） - 近世以来の幕府領小泉村が泉村に改名、上山藩領上小泉村と下小泉村が合併して小泉村となる[1]。
- 1881年（明治14年） - 泉村・小泉村が合併して三泉村となる。
- 1889年（明治22年）4月1日 - 町村制の施行により、三泉村が単独で自治体を形成。
- 1954年（昭和29年）11月1日 - 寒河江市に編入。同日三泉村廃止。
- 1955年（昭和30年）12月31日 - 寒河江市のうち旧幕府領小泉村域の一部（造山・畑中）が河北町に編入。